# Mette Østergaard Filsø
Mette Østergaard Filsø (født 27. november 1987) er en dansk forfatter. Hun har en ph.d. i kemi ved Aarhus Universitet.